# Lijst van voetbalinterlands Engeland - Zwitserland
Deze lijst van voetbalinterlands is een overzicht van alle officiële voetbalwedstrijden tussen de nationale teams van Engeland en Zwitserland. De landen speelden tot op heden 28 keer tegen elkaar. De eerste wedstrijd was een vriendschappelijk duel op 20 mei 1933 in Bern. De laatste ontmoeting, een kwartfinale van het Europees kampioenschap voetbal 2024, vond plaats op 6 juli 2024 in Düsseldorf (Duitsland).

## Wedstrijden
| №  | Plaats     | Datum             | Competitie                  | Wedstrijd              | Uitslag |
| -- | ---------- | ----------------- | --------------------------- | ---------------------- | ------- |
| 1  | Bern       | 20 mei 1933       | Vriendschappelijk           | Zwitserland – Engeland | 0 – 4   |
| 2  | Zürich     | 21 mei 1938       | Vriendschappelijk           | Zwitserland – Engeland | 2 – 1   |
| 3  | Zürich     | 18 mei 1947       | Vriendschappelijk           | Zwitserland – Engeland | 1 – 0   |
| 4  | Londen     | 2 december 1948   | Vriendschappelijk           | Engeland – Zwitserland | 6 – 0   |
| 5  | Zürich     | 28 mei 1952       | Vriendschappelijk           | Zwitserland – Engeland | 0 – 3   |
| 6  | Bern       | 20 juni 1954      | WK 1954                     | Zwitserland – Engeland | 0 – 2   |
| 7  | Londen     | 9 mei 1962        | Vriendschappelijk           | Engeland – Zwitserland | 3 – 1   |
| 8  | Bazel      | 5 juni 1963       | Vriendschappelijk           | Zwitserland – Engeland | 1 – 8   |
| 9  | Bazel      | 13 oktober 1971   | EK 1972 kwalificatie        | Zwitserland – Engeland | 2 – 3   |
| 10 | Londen     | 10 november 1971  | EK 1972 kwalificatie        | Engeland – Zwitserland | 1 – 1   |
| 11 | Bazel      | 3 september 1975  | Vriendschappelijk           | Zwitserland – Engeland | 1 – 2   |
| 12 | Londen     | 7 september 1977  | Vriendschappelijk           | Engeland – Zwitserland | 0 – 0   |
| 13 | Londen     | 19 november 1980  | WK 1982 kwalificatie        | Engeland – Zwitserland | 2 – 1   |
| 14 | Bazel      | 30 mei 1981       | WK 1982 kwalificatie        | Zwitserland – Engeland | 2 – 1   |
| 15 | Lausanne   | 28 mei 1988       | Vriendschappelijk           | Zwitserland – Engeland | 0 – 1   |
| 16 | Londen     | 15 november 1995  | Vriendschappelijk           | Engeland – Zwitserland | 3 – 1   |
| 17 | Londen     | 8 juni 1996       | EK 1996                     | Engeland – Zwitserland | 1 – 1   |
| 18 | Bern       | 25 maart 1998     | Vriendschappelijk           | Zwitserland – Engeland | 1 – 1   |
| 19 | Coimbra    | 17 juni 2004      | EK 2004                     | Engeland – Zwitserland | 3 – 0   |
| 20 | Londen     | 6 februari 2008   | Vriendschappelijk           | Engeland – Zwitserland | 2 – 1   |
| 21 | Bazel      | 7 september 2010  | EK 2012 kwalificatie        | Zwitserland – Engeland | 1 – 3   |
| 22 | Londen     | 4 juni 2011       | EK 2012 kwalificatie        | Engeland – Zwitserland | 2 – 2   |
| 23 | Bazel      | 8 september 2014  | EK 2016 kwalificatie        | Zwitserland − Engeland | 0 − 2   |
| 24 | Londen     | 8 september 2015  | EK 2016 kwalificatie        | Engeland − Zwitserland | 2 − 0   |
| 25 | Leicester  | 11 september 2018 | Vriendschappelijk           | Engeland − Zwitserland | 1 − 0   |
| 26 | Guimarães  | 9 juni 2019       | UEFA Nations League 2018/19 | Zwitserland − Engeland | 0 − 0   |
| 27 | Londen     | 26 maart 2022     | Vriendschappelijk           | Engeland − Zwitserland | 2 − 1   |
| 28 | Düsseldorf | 6 juli 2024       | EK 2024                     | Engeland – Zwitserland | 1 − 1   |

## Samenvatting
| Competitie          | Totaal gespeeld | Winst Engeland | Gelijk | Winst Zwitserland | Doelsaldo Engeland – Zwitserland |
| ------------------- | --------------- | -------------- | ------ | ----------------- | -------------------------------- |
| WK-eindronde        | 1               | 1              | 0      | 0                 | 2 − 0                            |
| WK-kwalificatie     | 2               | 1              | 0      | 1                 | 3 − 3                            |
| EK-eindronde        | 3               | 1              | 2      | 0                 | 5 − 2                            |
| EK-kwalificatie     | 6               | 4              | 2      | 0                 | 13 − 6                           |
| UEFA Nations League | 1               | 0              | 1      | 0                 | 0 − 0                            |
| Vriendschappelijk   | 15              | 11             | 2      | 2                 | 37 − 10                          |
| Totaal              | 28              | 18             | 7      | 3                 | 60 − 21                          |

Wedstrijden bepaald door strafschoppen worden, in lijn met de FIFA, als een gelijkspel gerekend.

## Details

### Zesde ontmoeting
| WK 1954 (Bern, Zwitserland, 20 juni 1954): |              | |
| Zwitserland | 0 – 2        | Engeland |
| | goals        | 43' Jimmy Mullen 69' Dennis Wilshaw |
| Karl Rappan | bondscoach   | Walter Winterbottom |
| Eugène Parlier André Neury Roger Bocquet Wilhelm Kernen Olivier Eggimann Heinz Bigler Charles Antenen Roger Vonlanthen Eugen Meier Robert Ballaman Jacques Fatton | opstellingen | Gil Merrick Ron Staniforth Roger Byrne William McGarry Billy Wright Jimmy Dickinson Tom Finney Ivor Broadis Tommy Taylor Dennis Wilshaw Jimmy Mullen |
| - Debuut van William McGarry (Huddersfield Town) voor Engeland.                                                                                                   |              | |

### Twaalfde ontmoeting
| Vriendschappelijk (Londen, Verenigd Koninkrijk, 7 september 1977):                                                                                        |              | |
| Engeland | 0 – 0        | Zwitserland |
| | goals        | |
| Ron Greenwood | bondscoach   | Roger Vonlanthen |
| Ray Clemence Phil Neal Trevor Cherry Terry McDermott David Watson Emlyn Hughes Kevin Keegan Mick Channon 46' Trevor Francis Ray Kennedy Ian Callaghan 81' | opstellingen | Erich Burgener Pierre-Albert Chapuisat Serge Trinchero Lucio Bizzini Pius Fischbach Umberto Barberis 79' René Hasler René Botteron 85' Rudolf Elsener 58' Josef Küttel 46' Otto Demarmels |
| Gordon Hill 46' Ray Wilkins 81' | wissels      | 46' Arthur Von Wartburg 58' Claudio Sulser 79' Jakob Brechbühl 85' Beat Rieder |
| - Debuut van Terry McDermott (Liverpool) voor Engeland. - Debuut van Beat Rieder (Étoile Carouge) voor Zwitserland.                                       |              | |

### Dertiende ontmoeting
| WK 1982 kwalificatie (Londen, Verenigd Koninkrijk, 19 november 1980):                                                                                    |              | |
| Engeland | 2 – 1        | Zwitserland |
| Markus Tanner 23' (e.d.) Paul Mariner 32' | goals        | 76' Hans-Jörg Pfister |
| Ron Greenwood | bondscoach   | Léo Walker |
| Peter Shilton Phil Neal Kenneth Sansom Bryan Robson David Watson Mick Mills Steve Coppell Terry McDermott Paul Mariner Trevor Brooking 82' Tony Woodcock | opstellingen | Erich Burgener Alain Geiger Heinz Hermann 46' Heinz Lüdi Roger Wehrli Hans-Jörg Pfister Umberto Barberis René Botteron Markus Tanner 37' Roland Schönenberger Rudolf Elsener |
| Graham Rix 82' | wissels      | 37' Peter Marti 46' André Egli |
| - Debuut van Alain Geiger (FC Sion) voor Zwitserland. |              | |

### Veertiende ontmoeting
| WK 1982 kwalificatie (Bazel, Zwitserland, 30 mei 1981): |              | |
| Zwitserland | 2 – 1        | Engeland |
| Alfred Scheiwiler 27' Claudio Sulser 29' | goals        | 54' Terry McDermott |
| Paul Wolfisberg | bondscoach   | Ron Greenwood |
| Erich Burgener Gianpietro Zappa Herbert Hermann 88' Heinz Lüdi André Egli René Botteron Umberto Barberis Fredy Scheiwiler Rudolf Elsener 85' Claudio Sulser Roger Wehrli | opstellingen | Ray Clemence Mick Mills Kenneth Sansom Ray Wilkins 80' David Watson Russell Osman Steve Coppell Bryan Robson Kevin Keegan Paul Mariner 36' Trevor Francis |
| Erni Maissen 85' Martin Weber 88' | wissels      | 36' Terry McDermott 80' Peter Barnes |
| - Debuut van Martin Weber (BSC Young Boys) voor Zwitserland. |              | |

### Vijftiende ontmoeting
| Vriendschappelijk (Lausanne, Zwitserland, 28 mei 1988): |       |                  |
| Zwitserland                                             | 0 – 1 | Engeland         |
|                                                         | goals | 58' Gary Lineker |

### Zestiende ontmoeting
| Vriendschappelijk (Londen, Verenigd Koninkrijk, 15 november 1995):                                                                                          |              | |
| Engeland | 3 – 1        | Zwitserland |
| Stuart Pearce 45' Teddy Sheringham 56' Steve Stone 78' | goals        | 41' Adrian Knup |
| Terry Venables | bondscoach   | Roy Hodgson |
| David Seaman Gary Neville Tony Adams Gary Pallister Stuart Pearce Jamie Redknapp 7' Robert Lee Paul Gascoigne Steve McManaman Alan Shearer Teddy Sheringham | opstellingen | Marco Pascolo Marc Hottiger 82' Yvan Quentin Stéphane Henchoz Alain Geiger 69' Sébastien Fournier 80' Alain Sutter Christophe Ohrel Ciriaco Sforza Adrian Knup Kubilay Türkyilmaz |
| Steve Stone 7' | wissels      | 69' Stefan Wolf 80' Marco Grassi 82' Ramon Vega |
| - Debuut van Stefan Wolf (FC Luzern) voor Zwitserland. |              | |

### Zeventiende ontmoeting
| Groepswedstrijd EK 1996 (Londen, Verenigd Koninkrijk, 8 juni 1996): |              | |
| Engeland | 1 – 1        | Zwitserland |
| Alan Shearer 22' | goals        | 83' Kubilay Türkyilmaz |
| Terry Venables | bondscoach   | Artur Jorge |
| David Seaman Gary Neville Tony Adams Gareth Southgate Stuart Pearce Darren Anderton Paul Ince Paul Gascoigne 76' Steve McManaman 68' Alan Shearer Teddy Sheringham 68' | opstellingen | Marco Pascolo Sébastien Jeanneret Yvan Quentin Stéphane Henchoz 67' Alain Geiger Ramon Vega Ciriaco Sforza Johann Vogel 66' Christophe Bonvin Marco Grassi Kubilay Türkyilmaz |
| Steve Stone 68' Nick Barmby 68' David Platt 76' | wissels      | 66' Stéphane Chapuisat 67' Marcel Koller |
| Gary Neville 25' Tony Adams 80' | gele kaarten | 28' Alain Geiger 42' Yvan Quentin 83' Marco Grassi 89' Ramon Vega |

### Achttiende ontmoeting
| Vriendschappelijk (Bern, Zwitserland, 25 maart 1998): |              | |
| Zwitserland | 1 – 1        | Engeland |
| Ramon Vega 37' | goals        | 70' Paul Merson |
| Gilbert Gress | bondscoach   | Glenn Hoddle |
| Joel Corminbouef Murat Yakin Ramon Vega Raphaël Wicky 82' Stéphane Henchoz Johann Vogel Ciriaco Sforza Sébastien Fournier David Sesa 87' Stéphane Chapuisat Marco Grassi | opstellingen | Tim Flowers Martin Keown Andy Hinchcliffe Rio Ferdinand Gareth Southgate Paul Ince 81' Paul Merson Robert Lee Steve McManaman Alan Shearer 69' Michael Owen |
| Johan Lonfat 82' Adrian Kunz 87' | wissels      | 69' Teddy Sheringham 81' David Batty |

### Negentiende ontmoeting
| EK 2004 (Coimbra, Portugal, 17 juni 2004): |              | |
| Engeland | 3 – 0        | Zwitserland |
| Wayne Rooney 23' Wayne Rooney 75' Steven Gerrard 82' | goals        | |
| Sven-Göran Eriksson | bondscoach   | Jakob Kuhn |
| David James Gary Neville John Terry Sol Campbell Ashley Cole David Beckham Frank Lampard Steven Gerrard Paul Scholes 70' Wayne Rooney 83' Michael Owen 72' | opstellingen | Jörg Stiel Bernt Haas Patrick Müller Murat Yakin Christoph Spycher Raphaël Wicky 53' Fabio Celestini Benjamin Huggel 83' Hakan Yakin 46' Stéphane Chapuisat Alexander Frei |
| Owen Hargreaves 70' Darius Vassell 72' Kieron Dyer 83' | wissels      | 46' Daniel Gygax 53' Ricardo Cabanas 83' Johan Vonlanthen |
| Wayne Rooney 15' | gele kaarten | 23' Fabio Celestini |
| | rode kaarten | 49', 60' Bernt Haas |

### Twintigste ontmoeting
| Vriendschappelijk (Londen, Verenigd Koninkrijk, 6 februari 2008):                                                                                                |              | |
| Engeland | 2 – 1        | Zwitserland |
| Jermaine Jenas 40' Shaun Wright-Phillips 62' | goals        | 58' Eren Derdiyok |
| Fabio Capello | bondscoach   | Köbi Kuhn |
| David James Matthew Upson Rio Ferdinand Ashley Cole 73' Wes Brown Jermaine Jenas 57' Steven Gerrard Joe Cole 57' David Bentley Gareth Barry 73' Wayne Rooney 87' | opstellingen | Diego Benaglio 55' Philippe Senderos Mario Eggimann Christoph Spycher 46' Stephan Lichtsteiner 46' Daniel Gygax 63' Hakan Yakin Gökhan Inler 84' Gelson Fernandes Tranquillo Barnetta 46' Blaise Nkufo |
| Shaun Wright-Phillips 57' Peter Crouch 57' Owen Hargreaves 73' Wayne Bridge 73' Ashley Young 87'                                                                 | wissels      | 46' Eren Derdiyok 46' Johan Vonlanthen 46' Valon Behrami 55' Stéphane Grichting 63' Xavier Margairaz 84' Benjamin Huggel                                                                               |
| - Eerste duel van Engeland onder leiding van bondscoach Fabio Capello. - Debuut van Eren Derdiyok (FC Basel) voor Zwitserland.                                   |              | |

### 21ste ontmoeting
| EK 2012 kwalificatie (Bazel, Zwitserland, 7 september 2010): |              | |
| Zwitserland | 1 – 3        | Engeland |
| Xherdan Shaqiri 71' | goals        | 10' Wayne Rooney 69' Adam Johnson 88' Darren Bent |
| Ottmar Hitzfeld | bondscoach   | Fabio Capello |
| Diego Benaglio Stephan Lichtsteiner Steve von Bergen Stéphane Grichting Reto Ziegler Xavier Margairaz 46' Pirmin Schwegler 83' Gökhan Inler David Degen 64' Alexander Frei Eren Derdiyok | opstellingen | Joe Hart Glen Johnson Ashley Cole Steven Gerrard Joleon Lescott Phil Jagielka 13' Theo Walcott Gareth Barry 70' Jermain Defoe 79' Wayne Rooney James Milner |
| Xherdan Shaqiri 46' Marco Streller 64' Moreno Costanzo 83' | wissels      | 13' Adam Johnson 70' Darren Bent 79' Shaun Wright-Phillips                                                                                                  |
| Stéphane Grichting 82' | gele kaarten | 60' James Milner 76' Ashley Cole |
| Stephan Lichtsteiner 57', 65' | rode kaarten | |

### 22ste ontmoeting
| EK 2012 kwalificatie (Londen, Verenigd Koninkrijk, 4 juni 2011):                                                                                      |              | |
| Engeland | 2 – 2        | Zwitserland |
| Frank Lampard 37' (pen.) Ashley Young 51' | goals        | 32' Tranquillo Barnetta 35' Tranquillo Barnetta |
| Fabio Capello | bondscoach   | Ottmar Hitzfeld |
| Joe Hart Glen Johnson Ashley Cole 31' Scott Parker Rio Ferdinand John Terry Theo Walcott 78' Frank Lampard 46' Darren Bent Jack Wilshere James Milner | opstellingen | Diego Benaglio Stephan Lichtsteiner Reto Ziegler Philippe Senderos 90' Tranquillo Barnetta Gökhan Inler 75' Eren Derdiyok 59' Valon Behrami Granit Xhaka Johan Djourou Xherdan Shaqiri |
| Leighton Baines 31' Ashley Young 46' Stewart Downing 78'                                                                                              | wissels      | 59' Blerim Džemaili 75' Admir Mehmedi 90' Innocent Emeghara |
| Jack Wilshere 64' Rio Ferdinand 88' | gele kaarten | 36' Johan Djourou 45' Valon Behrami |
| - Debuut van Granit Xhaka (FC Basel), Innocent Emeghara (Grasshopper-Club) en Admir Mehmedi (FC Zürich) voor Zwitserland.                             |              | |

### 23ste ontmoeting
| EK 2016 kwalificatie (scheidsrechter Cüneyt Çakır, Bazel, 8 september 2014): |              | |
| Zwitserland | 0 – 2        | Engeland |
| | goals        | 58' Danny Welbeck 90+4' Danny Welbeck |
| Vladimir Petković | bondscoach   | Roy Hodgson |
| Yann Sommer Johan Djourou Stephan Lichtsteiner Steve von Bergen Ricardo Rodríguez Valon Behrami Gökhan Inler Xherdan Shaqiri Granit Xhaka 74' Admir Mehmedi 64' Haris Seferovic | opstellingen | Joe Hart Leighton Baines Gary Cahill 77' Phil Jones John Stones Jordan Henderson Fabian Delph 73' Jack Wilshere Raheem Sterling 90' Wayne Rooney Danny Welbeck |
| Josip Drmić 64' Blerim Džemaili 74' | wissels      | 73' James Milner 77' Phil Jagielka 90' Rickie Lambert |
| | gele kaarten | 9' Fabian Delph |
| - Eerste interland van Zwitserland onder leiding van bondscoach Vladimir Petković.                                                                                              |              | |

### 24ste ontmoeting
| EK 2016 kwalificatie (scheidsrechter Gianluca Rocchi, Londen, 8 september 2015):                                                                                      |              | |
| Engeland | 2 – 0        | Zwitserland |
| Harry Kane 67' Wayne Rooney 84' (pen.) | goals        | |
| Roy Hodgson | bondscoach   | Vladimir Petković |
| Joe Hart Nathaniel Clyne 68' Jonjo Shelvey 57' Gary Cahill Chris Smalling Luke Shaw James Milner Fabian Delph 3' Raheem Sterling Wayne Rooney Alex Oxlade-Chamberlain | opstellingen | Yann Sommer Stephan Lichtsteiner Timm Klose Ricardo Rodríguez Fabian Schär 79' Valon Behrami Gökhan Inler 72' Valentin Stocker Granit Xhaka Xherdan Shaqiri 63' Josip Drmić |
| Ross Barkley 3' Harry Kane 57' John Stones 68' | wissels      | 63' Breel Embolo 72' Haris Seferovic 79' Blerim Džemaili |
| James Milner 28' Chris Smalling 71' | gele kaarten | |

FA · A-internationals · Selecties · Bondscoaches · Engels vrouwenelftal · Brits olympisch elftal · Engeland -21 · Engeland -20 · Engeland -19 · Engeland -18 · Engeland -17 · Engeland -16 · Vrouwen -17
1872 – 1899 ·
1900 – 1919 ·
1920 – 1929 ·
1930 – 1939 ·
1940 – 1949 ·
1950 – 1959 ·
1960 – 1969 ·
1970 – 1979 ·
1980 – 1989 ·
1990 – 1999 ·
2000 – 2009 ·
2010 – 2019 ·
2020 − 2029
EK's: 1968 ·
1980 ·
1988 ·
1992 ·
1996 ·
2000 ·
2004 ·
2012 · 
2016 · 
2020 · 
2024
WK's: 1950 ·
1954 ·
1958 ·
1962 ·
1966 ·
1970 ·
1982 ·
1986 ·
1990 ·
1998 ·
2002 ·
2006 ·
2010 ·
2014 ·
2018 · 
2022
Albanië ·
Algerije ·
Andorra ·
Argentinië ·
Australië ·
Azerbeidzjan ·
België ·
Bosnië en Herzegovina ·
Brazilië ·
Bulgarije ·
Canada ·
Chili ·
China ·
Colombia ·
Costa Rica ·
Cyprus ·
Denemarken ·
DDR · 
Duitsland ·
Ecuador ·
Egypte ·
Estland ·
Finland ·
Frankrijk ·
Georgië ·
Ghana ·
GOS ·
Griekenland ·
Honduras ·
Hongarije ·
Ierland ·
IJsland · 
Iran ·
Israël ·
Italië ·
Ivoorkust ·
Jamaica ·
Japan ·
Joegoslavië ·
Kameroen ·
Kazachstan ·
Koeweit ·
Kosovo ·
Kroatië ·
Liechtenstein ·
Litouwen ·
Luxemburg ·
Maleisië ·
Malta ·
Marokko ·
Mexico ·
Moldavië ·
Montenegro ·
Nederland ·
Nieuw-Zeeland ·
Nigeria ·
Noord-Ierland ·
Noord-Macedonië ·
Noorwegen ·
Oekraïne ·
Oostenrijk ·
Panama · 
Paraguay ·
Peru · 
Polen ·
Portugal ·
Roemenië ·
Rusland ·
San Marino · 
Saoedi-Arabië ·
Schotland ·
Senegal ·
Servië ·
Servië en Montenegro · 
Slovenië ·
Slowakije ·
Sovjet-Unie ·
Spanje ·
Trinidad en Tobago ·
Tsjechië ·
Tsjecho-Slowakije ·
Tunesië ·
Turkije ·
Uruguay ·
Verenigde Staten ·
Wales ·
Wit-Rusland ·
Zuid-Afrika ·
Zuid-Korea ·
Zweden ·
Zwitserland
Algerije (2010) · 
Argentinië (1986) · 
Argentinië (1998) · 
Argentinië (2002) · 
België (1990) · 
België (2018, 1) · 
België (2018, 2) · 
Brazilië (2002) · 
Colombia (1998) ·
Colombia (2018) ·
Costa Rica (2014) ·
Denemarken (2002) ·
Denemarken (2021) · 
Duitsland (2000) ·
Duitsland (2010) ·
Duitsland (2021) ·
Ecuador (2006) ·
Egypte (1990) ·
Frankrijk (1982) ·
Frankrijk (2012) ·
Frankrijk (2022) ·
Ierland (1990) · 
IJsland (2016) ·
Italië (1990) · 
Italië (2012) · 
Italië (2014) · 
Italië (2021) · 
Kameroen (1990) · 
Koeweit (1982) · 
Kroatië (2018) ·
Kroatië (2021) · 
Marokko (1986) · 
Nederland (1990) · 
Nigeria (2002) · 
Oekraïne (2012) · 
Oekraïne (2021) ·
Panama (2018) · 
Paraguay (1986) · 
Paraguay (2006) · 
Polen (1986) · 
Portugal (1986) · 
Portugal (2000) · 
Portugal (2006) · 
Roemenië (1998) ·
Roemenië (2000) ·
Rusland (2016) ·
Schotland (2021) ·
Senegal (2022) ·
Slovenië (2010) ·
Slowakije (2016) ·
Spanje (1982) ·
Spanje (2024) ·
Trinidad en Tobago (2006) ·
Tsjechië (2021) ·
Tsjecho-Slowakije (1982) ·
Tunesië (1998) ·
Tunesië (2018) ·
Uruguay (2014) ·
Verenigde Staten (2010) ·
Wales (2016) · 
West-Duitsland (1966) ·
West-Duitsland (1982) ·
West-Duitsland (1990) ·
Zweden (2002) ·
Zweden (2006) · 
Zweden (2012)
SFV · A-internationals · Selecties · Bondscoaches · Zwitsers vrouwenelftal · Olympisch elftal · Zwitserland U21 · Zwitserland U19 · Zwitserland U18 · Zwitserland U17 · Zwitserland U16 · Vrouwen U17
1905 – 1919 · 
1920 – 1929 · 
1930 – 1939 · 
1940 – 1949 · 
1950 – 1959 · 
1960 – 1969 · 
1970 – 1979 · 
1980 – 1989 · 
1990 – 1999 · 
2000 – 2009 · 
2010 – 2019 · 
2020 – 2029
EK's: 1996 · 
2004 · 
2008 · 
2016 · 
2020 · 
2024
WK's: 1934 · 
1938 · 
1950 · 
1954 · 
1962 · 
1966 · 
1994 · 
2006 · 
2010 · 
2014 · 
2018 · 
2022
OS: 1924 · 
1928 · 
2012
1905 · 
1906 · 1907 · 
1908 · 
1909 · 
1910 · 
1911 · 
1912 · 
1913 · 
1914 · 
1915 · 
1916 · 
1917 · 
1918 · 
1919 · 
1920 · 
1921 · 
1922 · 
1923 · 
1924 · 
1925 · 
1926 · 
1927 · 
1928 · 
1929 · 
1930 · 
1931 · 
1932 · 
1933 · 
1934 · 
1935 · 
1936 · 
1937 · 
1938 · 
1939 · 
1940 · 
1941 · 
1942 · 
1943 · 
1944 · 
1945 · 
1946 · 
1947 · 
1948 · 
1949 · 
1950 · 
1952 ·
1952 · 
1953 · 
1954 · 
1955 · 
1956 · 
1957 · 
1958 · 
1959 · 
1960 · 
1961 · 
1962 · 
1963 · 
1964 · 
1965 · 
1966 · 
1967 · 
1968 · 
1969 · 
1970 · 
1971 · 
1972 · 
1973 · 
1974 · 
1975 · 
1976 · 
1977 ·
1978 · 
1979 · 
1980 · 
1981 · 
1982 · 
1983 · 
1984 · 
1985 · 
1986 · 
1987 · 
1988 · 
1989 · 
1990 ·
1991 · 
1992 · 
1993 · 
1994 ·
1995 · 
1996 · 
1997 · 
1998 · 
1999 · 
2000 · 
2001 · 
2002 · 
2003 · 
2004 · 
2005 · 
2006 · 
2007 · 
2008 · 
2009 · 
2010 · 
2011 · 
2012 · 
2013 ·
2014 ·
2015 ·
2016 ·
2017 ·
2018 ·
2019 ·
2020 ·
2021 ·
2022
Albanië ·
Algerije · 
Andorra · 
Argentinië ·
Australië ·
Azerbeidzjan ·
België ·
Bolivia ·
Bosnië en Herzegovina ·
Brazilië ·
Bulgarije ·
Canada ·
Chili ·
China ·
Colombia ·
Costa Rica ·
Cyprus ·
Denemarken ·
DDR ·
Duitsland ·
Ecuador ·
Egypte ·
Engeland · 
Estland ·
Faeröer ·
Finland ·
Frankrijk ·
Georgië ·
Ghana ·
Gibraltar ·
Griekenland ·
Honduras ·
Hongarije ·
Hongkong ·
Ierland ·
IJsland ·
Israël ·
Italië ·
Ivoorkust ·
Jamaica ·
Japan ·
Joegoslavië ·
Kameroen ·
Kenia ·
Kosovo ·
Kroatië ·
Letland ·
Liechtenstein ·
Litouwen ·
Luxemburg ·
Malta ·
Marokko ·
Mexico ·
Moldavië ·
Montenegro ·
Nederland ·
Nigeria ·
Noord-Ierland ·
Noorwegen ·
Oekraïne ·
Oman ·
Oostenrijk ·
Panama ·
Peru ·
Polen ·
Portugal ·
Qatar ·
Roemenië ·
Rusland ·
Saarland ·
San Marino ·
Schotland ·
Servië ·
Slovenië ·
Slowakije ·
Sovjet-Unie · 
Spanje ·
Togo ·
Tsjechië ·
Tsjecho-Slowakije ·
Tunesië ·
Turkije ·
Uruguay ·
Venezuela ·
VA Emiraten ·
Verenigde Staten ·
Wales ·
Wit-Rusland ·
Zimbabwe ·
Zuid-Korea ·
Zweden
Albanië (2016) ·
Argentinië (2014) ·
Brazilië (2018) ·
Chili (2010) ·
Costa Rica (2018) ·
Ecuador (2014) ·
Frankrijk (2006) ·
Frankrijk (2014) ·
Frankrijk (2016) ·
Frankrijk (2021) ·
Honduras (2010) · 
Honduras (2014) · 
Italië (2021) · 
Oekraïne (2006) ·
Portugal (2008)  · 
Portugal (2022) · 
Roemenië (2016) · 
Servië (2018) ·
Spanje (2010) ·
Spanje (2021) ·
Togo (2006) ·
Tsjechië (2008) ·
Turkije (2008) ·
Turkije (2021) ·
Wales (2021) ·
Zuid-Korea (2006) ·
Zweden (2018)